# جون واتسون (لاعب بولينغ)
جون واتسون (بالإنجليزية: John Watson)‏ هو لاعب بولينغ بريطاني، ولد في 22 نوفمبر 1945.